# ナゴヤセントラルガーデン
座標: 北緯35度10分14秒 東経136度56分38.9秒 / 北緯35.17056度 東経136.944139度

ナゴヤ セントラルガーデン（2012年（平成24年）6月22日撮影）

ナゴヤ セントラルガーデンは、愛知県名古屋市千種区高見二丁目にある、ジェイアール東海不動産と三菱地所が共同で開発した、総戸数373戸の分譲マンションと商業施設からなる複合エリア。

## 概要
2009年（平成21年）3月に完成した。マンションの第1期開発は2007年（平成19年）3月、商業施設の開業は2007年（平成19年）4月に完成。
「ナゴヤ　セントラルガーデン」は、東京の「表参道」「広尾」「代官山」等、豊かな都市文化や洗練された生活風景を生み出す原点とも言うべき道へのこだわりから街づくりのビジョンを描き出している。「道から始まる街づくり」をコンセプトに、人々を魅了する美しい街並みを築いている
。
元々はJRの社宅（高見町社宅）が立ち並んでいた。
分譲マンションとレストラン・ショップを複合的に開発したエリアで分譲マンション部分については、「セントラルガーデンレジデンス」（厳密には第2期開発部分は｢セントラルガーデンレジデンスⅡ｣）、レストラン・ショップの部分は「ナゴヤ セントラルガーデン」、全体の総称も「ナゴヤ セントラルガーデン」である。
分譲マンションは2期に分けて整備され、第1期開発ではA～C棟（各13階建て・計226戸）、第2期開発ではD～E棟（各13階建て・計147戸）がそれぞれ完成した。
ナゴヤ　セントラルガーデンは、第23回名古屋市都市景観賞（まちなみ部門）および第15回愛知まちなみ建築賞を受賞したほか、セントラルガーデンレジデンス（A～C棟）は2007年（平成19年）度グッドデザイン賞を受賞している。

## 店舗
- ラ・ベットラ・ダ・オチアイ ナゴヤ
- 登河　池下店
- 池下カフェ 花ごよみ
- メゾンカイザー
  - フランスで有名なパン職人エリック・カイザーとの合弁により、日本では木村周一郎がショップ展開。
- フォルテシモ アッシュ
- 賛否両論 名古屋
- 成城石井
- ル サロン ド オートボーテ カリタ
- air cafe
- YF DENTAL OFFICE

## ギャラリー

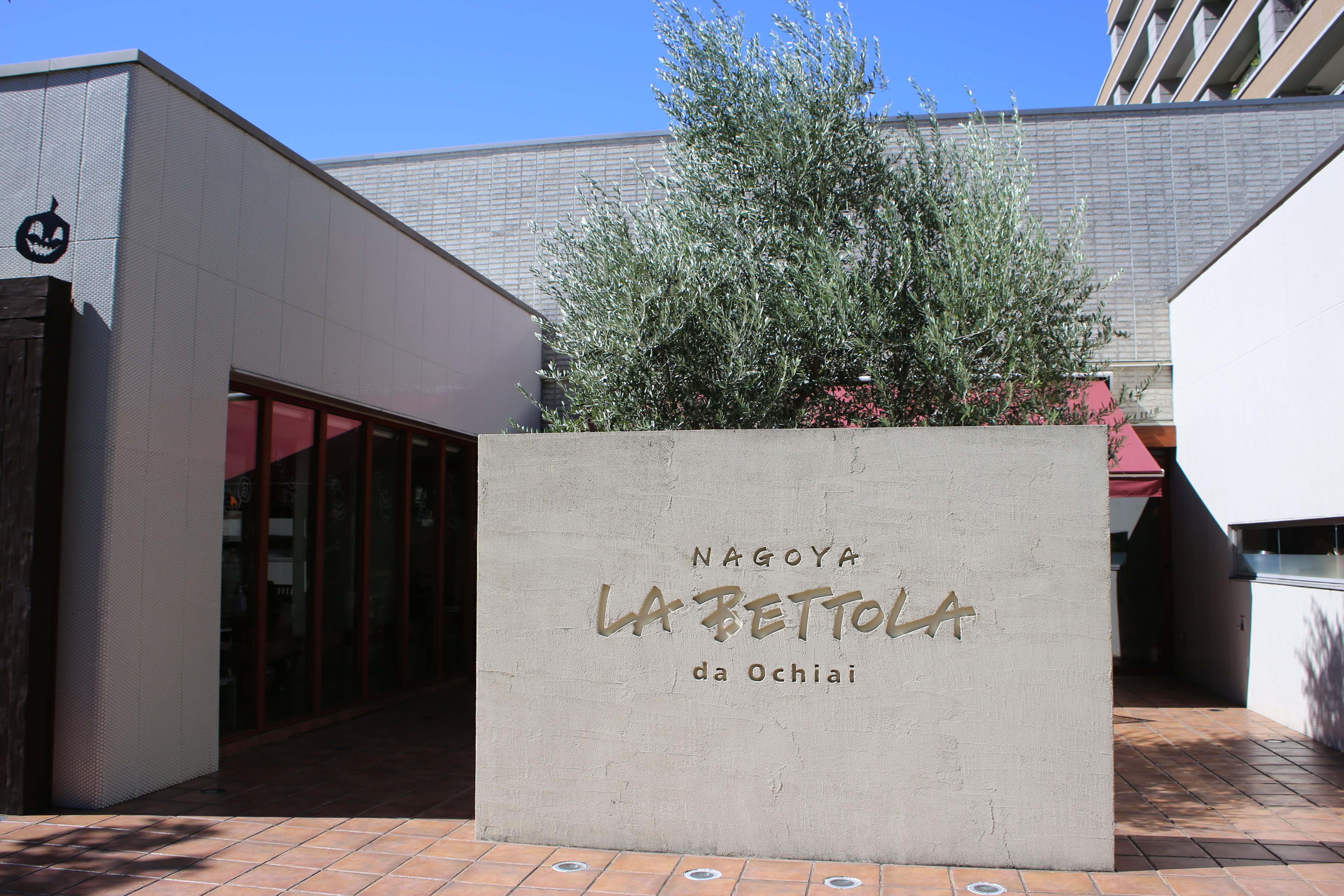
ラ・ベットラ・ダ・オチアイ ナゴヤ
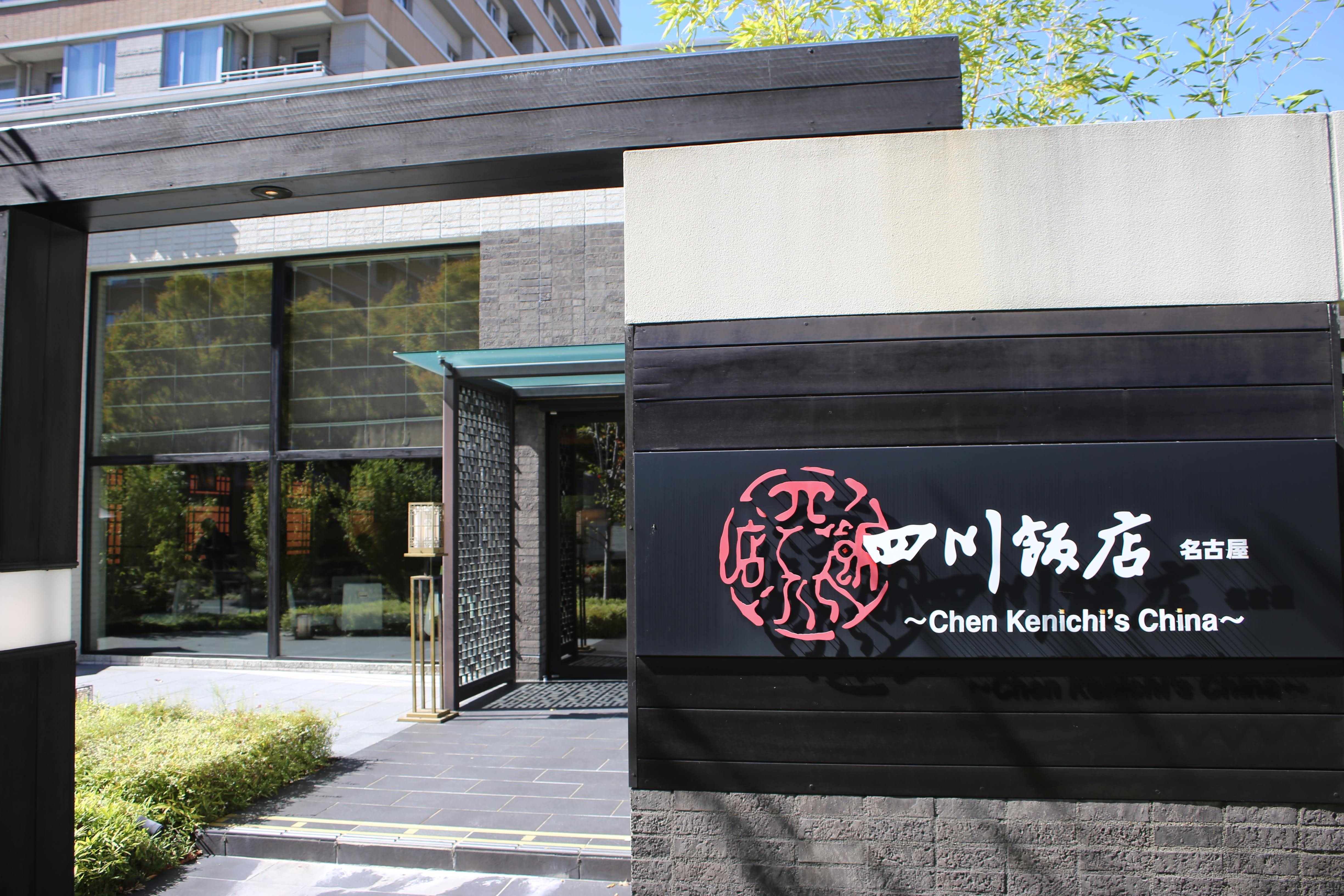
四川飯店 名古屋（現在は閉店）
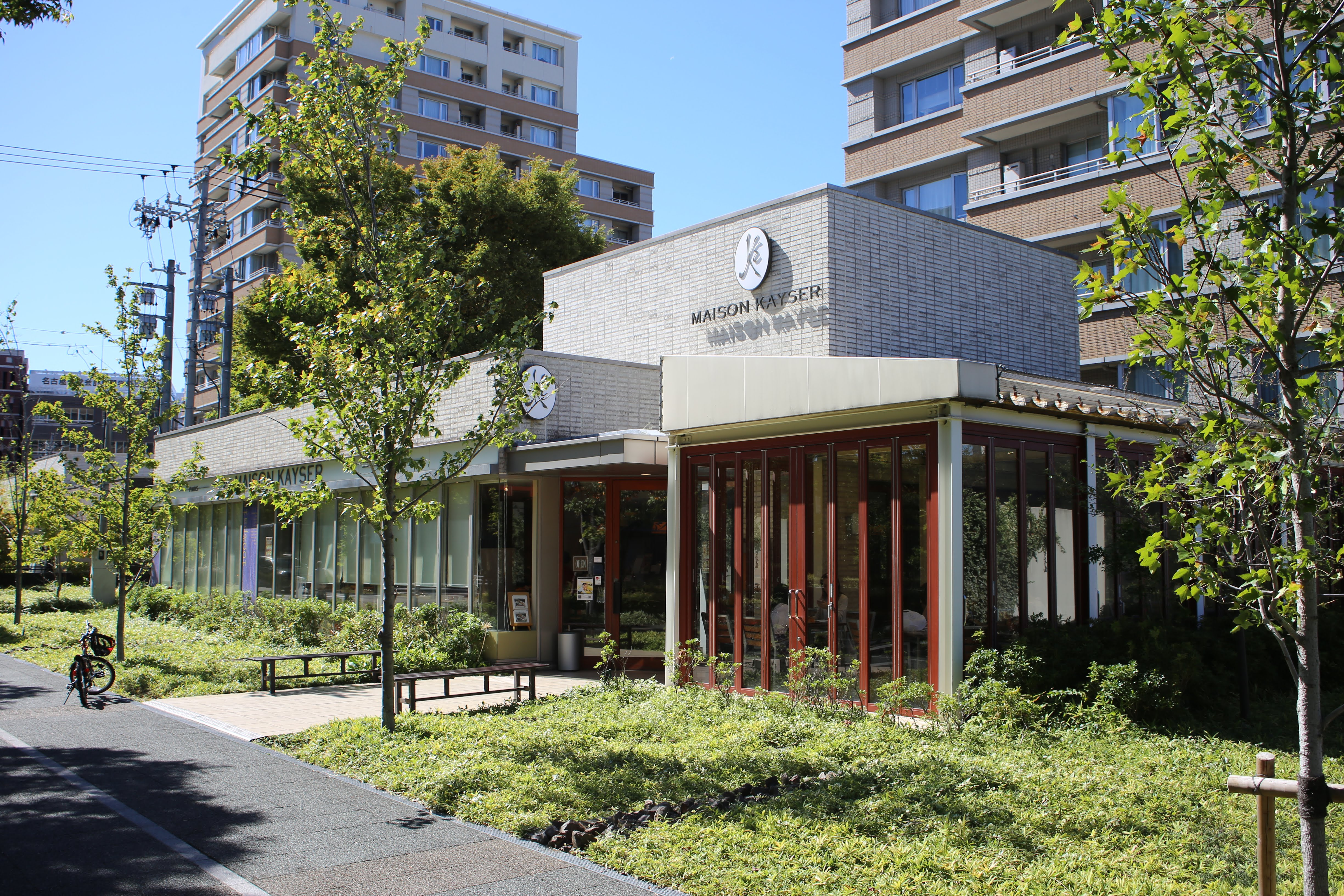
メゾンカイザー
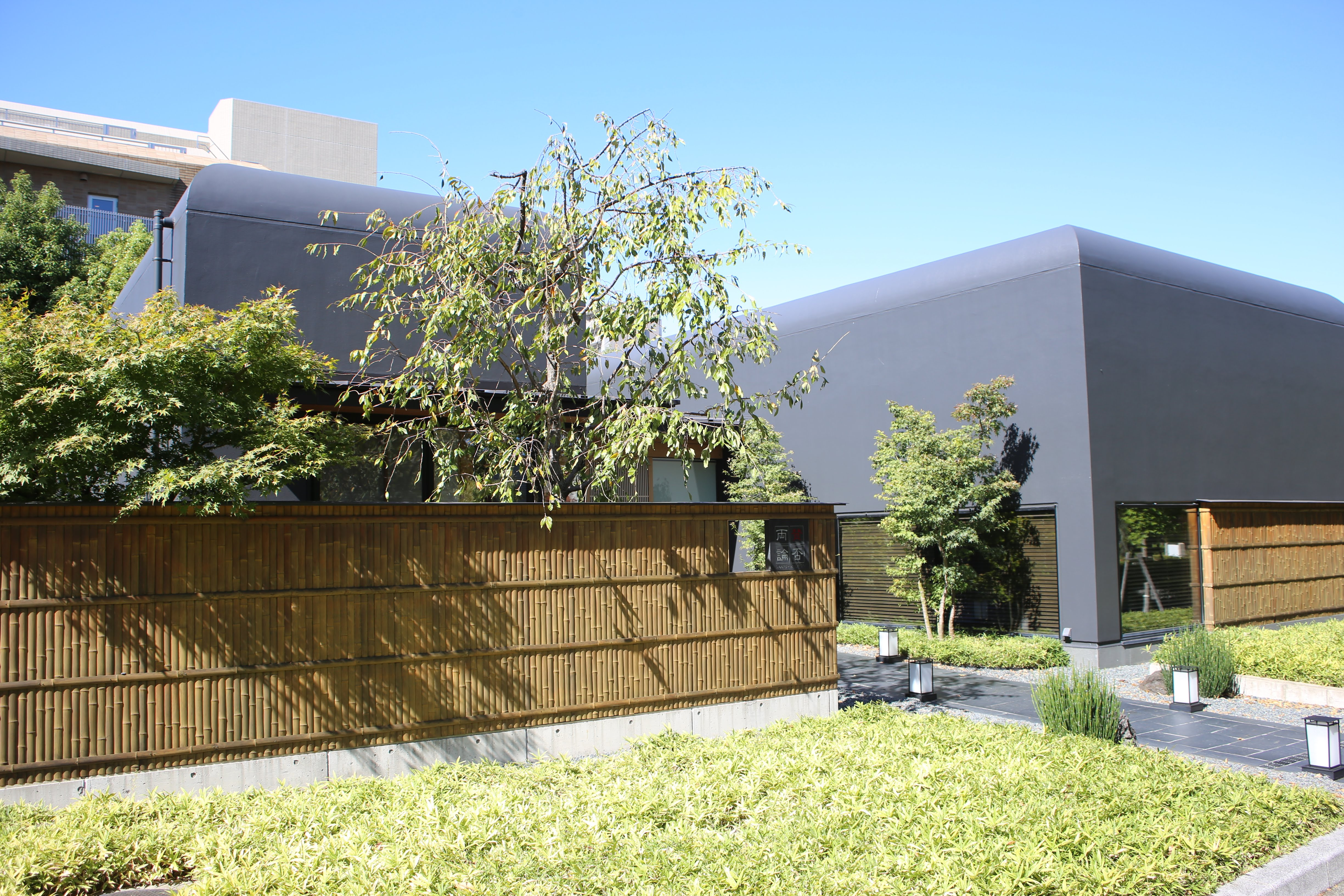
賛否両論 名古屋
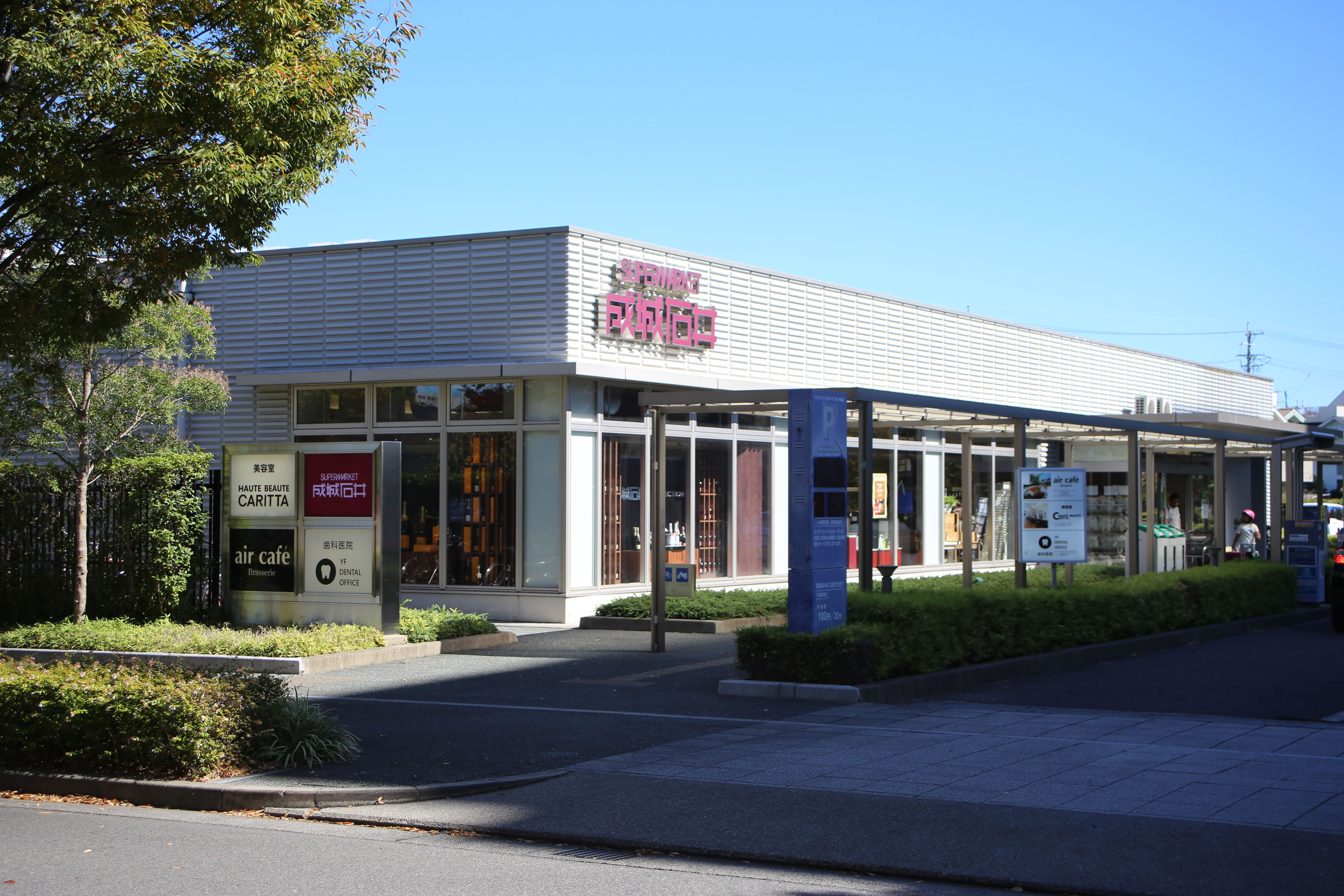
成城石井

## アクセス
- 名古屋市営地下鉄東山線 池下駅（1番出口）より徒歩で約5分。